# Bijin

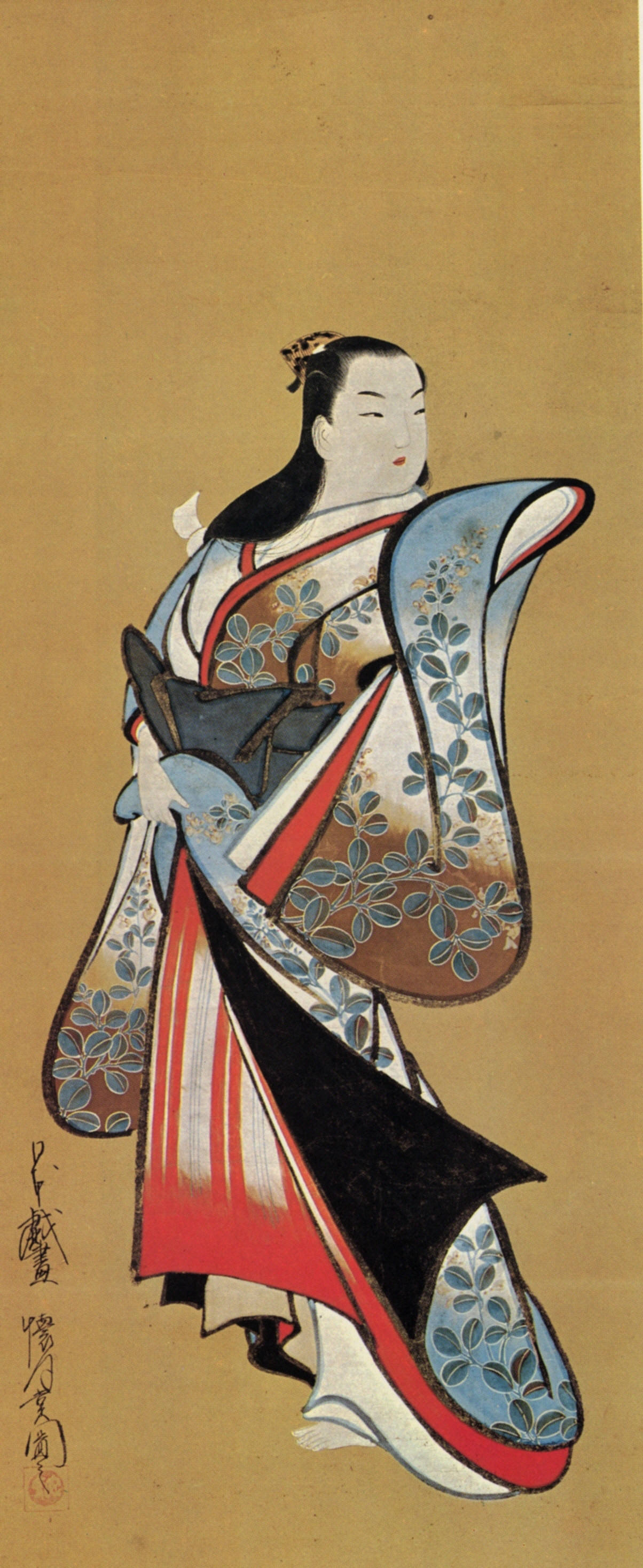
Bijin (美人, "belleza"). Color sobre seda.

Bijin (kanji:美人): Término japonés que significa literalmente "persona hermosa" o "belleza" (nombre). Bijin generalmente se utiliza para denominar algo, simétrico, adornado, o incluso lindo. Hasta temprano en el siglo XX, los impresos decorativos que utilizaban bijin, en su mayoría mujeres, eran muy populares.
La palabra bijin es usada en ocasiones tanto para referirse a Bishōnen como a Bishōjo.
Akita, al norte de Japón es famoso por sus Akita Bijin que son llamadas así debido a su piel pálida, sus caras redondas, y voces fuertes.